# Eglantyne
'Eglantyne' (enregistrée sous le nom 'AUSmak', synonyme 'Eglantyne Jebb') est un cultivar de rosier obtenu par le rosiériste anglais David Austin en 1991 et commercialisé en 1994. Cette rose doit son nom à Eglantyne Jebb (1876-1928), philanthrope britannique. Elle porte le nom de 'Masako' au Japon, en l'honneur de la princesse Masako.

## Description
'Eglantyne' est une rose anglaise moderne de l'English Rose Collection de David Austin, issue d'un croisement de 'Mary Rose'. La forme arbustive de ce rosier épineux est érigée à une hauteur de 105 cm et une largeur de 75 cm à 120 cm. Son feuillage est vert foncé et mat et comprend 5 à 7 folioles. Ses fleurs moyennes (9 cm) en forme de coupe pleine sont très délicates et d'un rose très suave et légèrement parfumées. Elles comportent de 130 à 140 pétales pour un diamètre de 3" (41 pétales et plus) et fleurissent en petits bouquets. Sa floraison est généreusement remontante jusqu'à l'automne. Sa zone de rusticité est 5b, mais son pied a besoin d'être protégé par grand froid. 

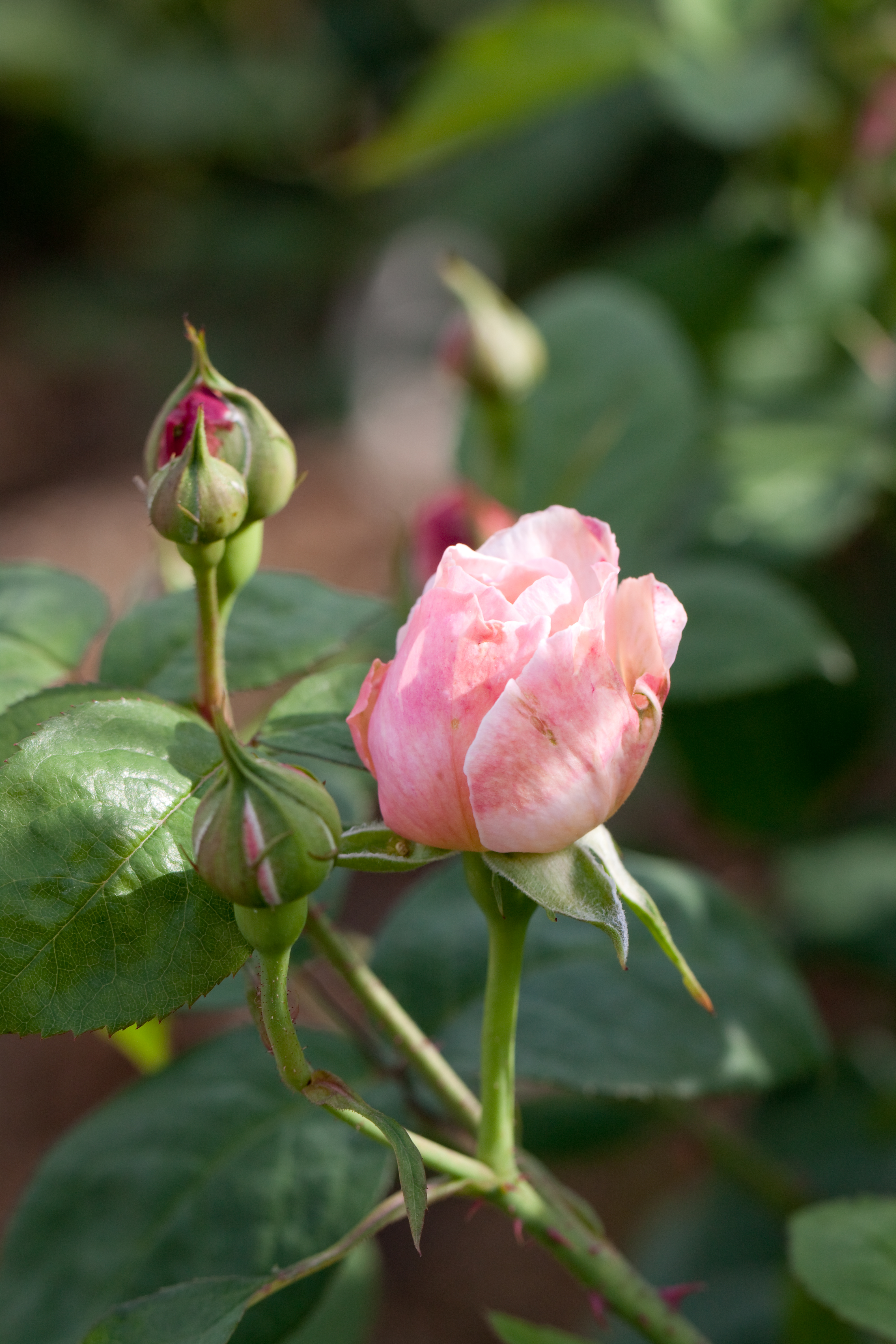
Bouton de 'Masako' ('Eglantyne').
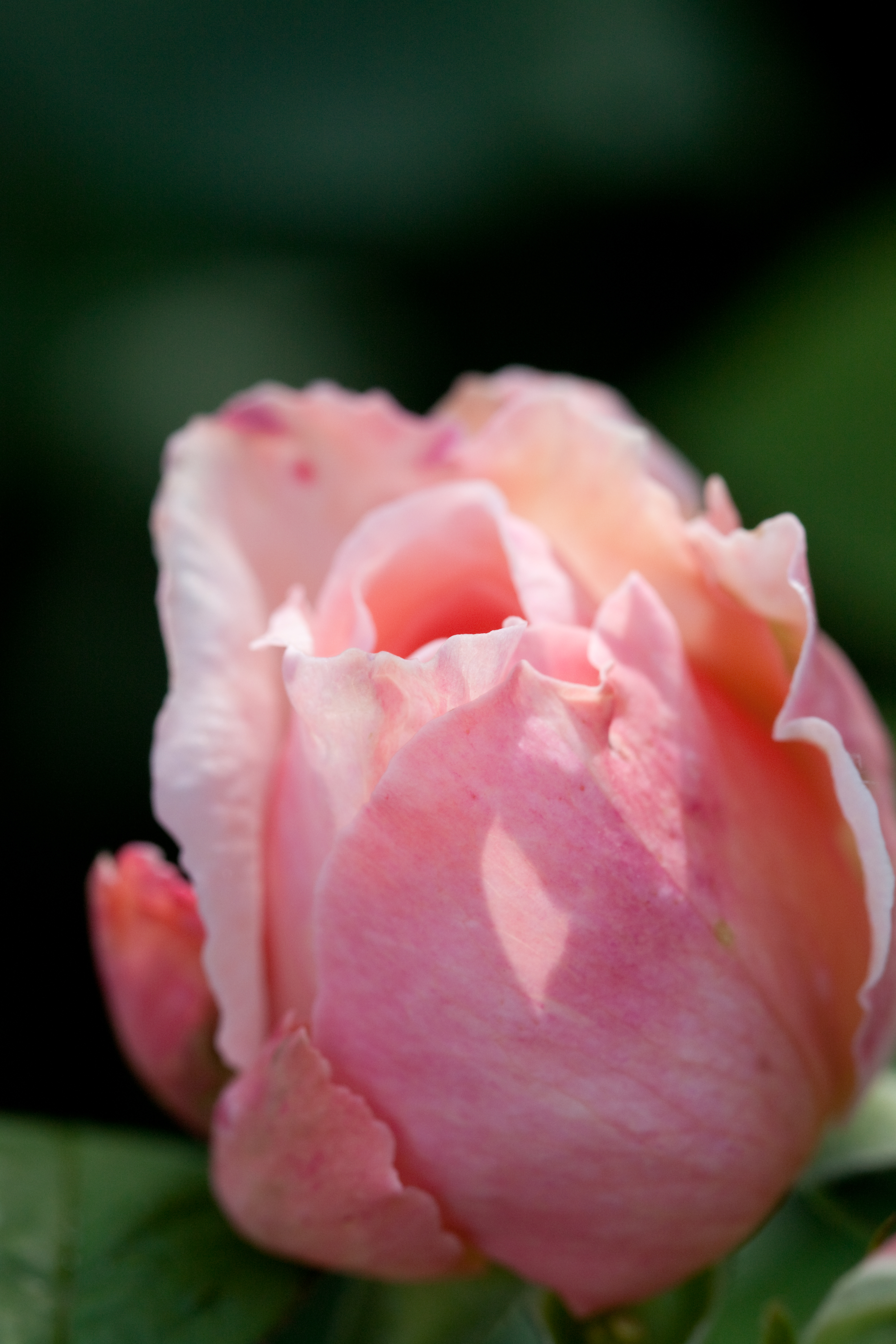
Rose 'Masako' ('Eglantyne').
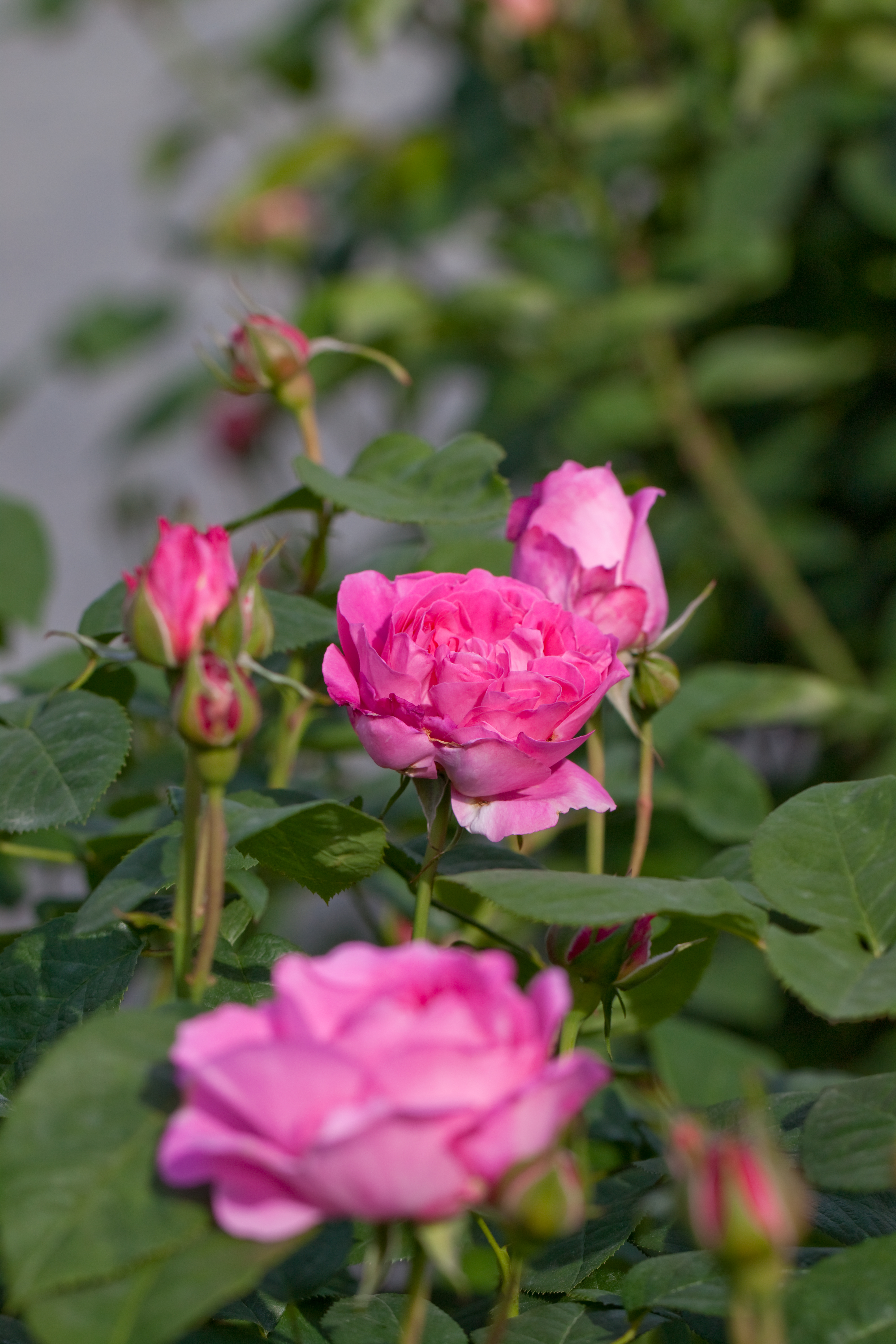
Rose 'Masako' ('Eglantyne').
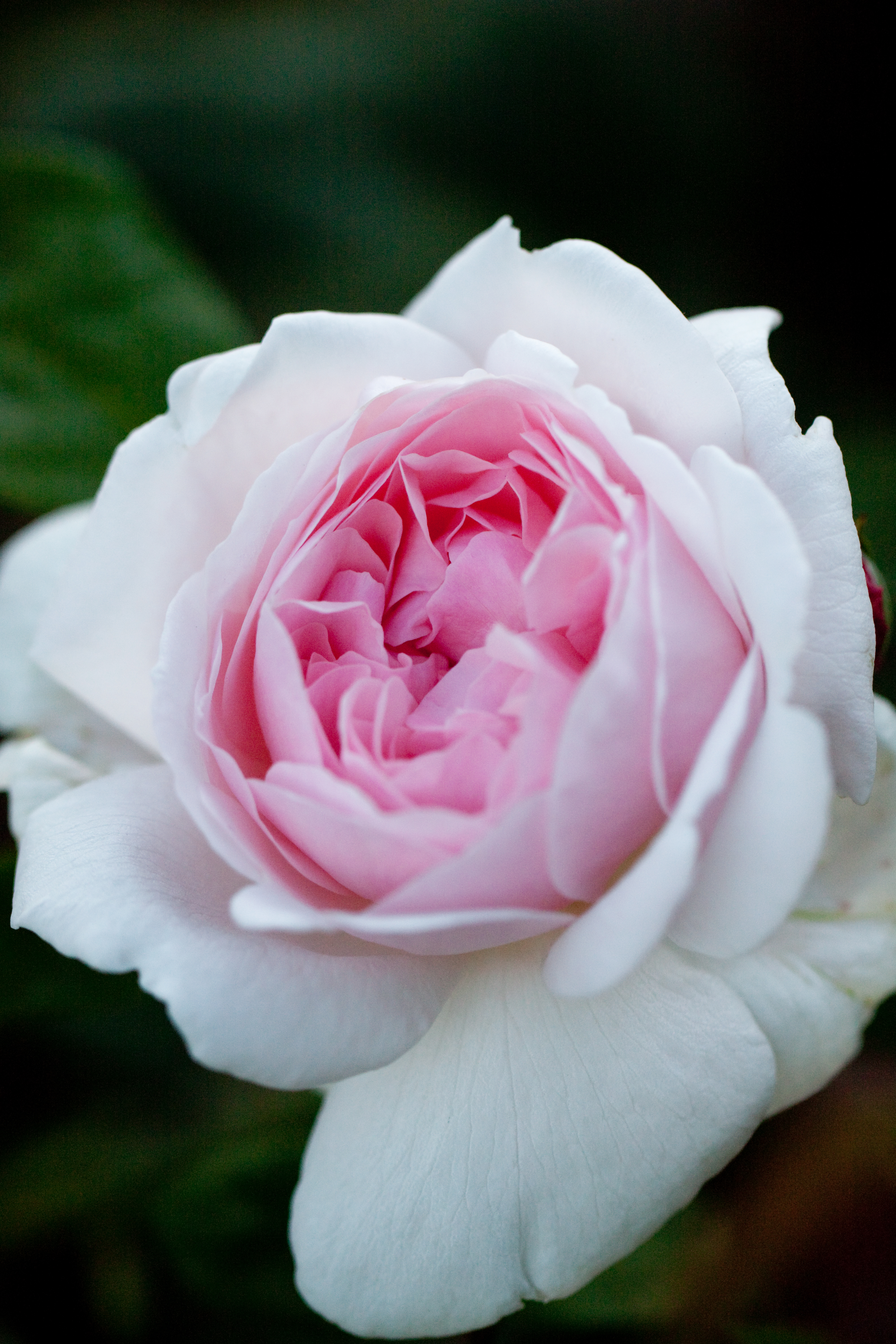
Rose 'Masako' ('Eglantyne').

## Distinctions
- RHS/RNRS Award of Garden Merit 2001.